# 佛朗哥·罗西
佛朗哥·罗西（義大利語：Franco Rossi，1934年5月18日—2001年），意大利男子轮椅击剑、轮椅篮球、游泳、乒乓球运动员。他曾代表意大利参加1960年、1964年、1968年和1972年夏季残疾人奥林匹克运动会，获得六枚金牌、三枚银牌和四枚铜牌。